# RUANN
大山琉杏（おおやまるあん、RUANN、RUAN、2003年7月21日 - ）は、日本の女性シンガーソングライター。ガールズグループ・MOONCHILDのメンバーである。LDH所属。

## 来歴
11歳でギターをはじめる。彼女の初ワンマンライブは小学生の時のニューヨークである。その際に集まったお金は熊本地震へ全額寄付した。
2015年、ゆずの北川悠仁から、スーパー歌舞伎II『ワンピース』の主題歌である「TETOTE」を楽曲提供され自身初のインディーズ・シングルとなった。
2017年、ONE OK ROCKのTakaにより「She's so talented!」との評価を受け、ライブへの招待を受けた。このライブではONE OK ROCKのカバー曲及び、自身のオリジナル曲である「The beautiful girl is about u」を演じた。
2018年、那須川天心が出演するCygamesのコーポレートCMにて「GET THE GLORY」が、アニメ3月のライオンでは2期の第12話から「I AM STANDING」がエンディングテーマ曲として使用された。8月11日のライブにて、トイズファクトリーからメジャー・デビューすることを発表した。
2019年3月15日、体調不良による活動休止を発表した。6月19日、トイズファクトリーとの契約が終了したことが発表された。7月31日、配信シングル「BEEP BEEP」を日韓同時リリースし韓国デビューした。日本人ソロアーティスト、史上初の日韓同時リリースとなった。トイズファクトリーとの契約終了後は、どの芸能事務所ともマネジメント契約はしておらず、フリーで活動することを発表。
2020年10月9日、Twitter、Instagram等の投稿を全て削除、本人のホームページに記載されるYouTubeの動画も視聴できなくなる。
2022年、テレビ東京系列のオーディション番組「〜夢のオーディションバラエティー〜Dreamer Z」のHYBE×LDH「iCON Z 〜Dreams For Children〜」にて審査員の満場一致で二次審査の合格を決めたことが明かされた。三次審査は48000人中1位で通過。
2023年5月3日、「RUAN」名義で「iCON Z 〜Dreams For Children〜」からMOONCHILDのセンター・メインボーカルとしてデビュー。8月25日、体調不良のため活動を休止することが発表された。

## 人物
マルチリンガルで英語・韓国語・日本語・中国語を話す。英語・韓国語・中国語などの語学を独学で学ぶ。
2018年2月の雑誌インタビューにおいて、将来の目標はグラミー賞を獲り注目度の高いスーパーボウルで歌うことであると述べた。
ONE OK ROCKのTakaやリア・キム等から天才と評価されている。

## 作品
- 2015年10月7日、シングル「TETOTE〜Medium ver.〜」、「TETOTE〜Fast ver.〜」をCDおよび配信にてリリース。
  - ゆず・北川悠仁からスーパー歌舞伎II『ワンピース』の主題歌として提供された[7]。RUANN初のシングルとなった。
- 2017年6月14日、EP『spice 13 acoustic EP』を配信リリース。
  - RUANN自ら作詞・作曲したオリジナル曲4曲「The beautiful girl is about u」、「I'm just walking without you」、「I DON'T UNDERSTAND」、「Perfect life」が収録された[3]。
- 2017年8月28日、シングル「Problem (cover)」を配信リリース[24]。
- 2018年1月10日、シングル「GET THE GLORY」を配信リリース。
  - CygamesコーポレートCMソングに使用された[10]。
- 2018年1月17日、シングル「I AM STANDING」を配信リリース。
  - テレビアニメ『3月のライオン』第2シリーズ後期エンディング曲に使用された[11][12]。
- 2018年3月6日、EP『SCRAMBLE 14』をCDリリース。
  - 通常盤と3月のライオン盤が存在する。収録曲は「I AM STANDING」、「GET THE GLORY」、「The beautiful girl is about u」、「Jenny」、「2月14日午後3時45分」の計5曲。うち2曲が新曲。収録曲の作詞・作曲はRUANN自身によって行われた[25]。
- 2018年9月10日、メジャー・デビュー曲となるシングル「LOVE & HOPE」を配信リリース。
  - JOYSOUND のCMソングに使用された[13]。また、テレビドラマ『高嶺と花』の主題歌に起用された[26]。
- 2018年11月9日、シングル「There's No Ending」を配信リリース。
  - 劇場アニメ『ANEMONE/交響詩篇エウレカセブン ハイエボリューション』の主題歌に使用された[27]。本曲はBillboard Japanチャートにランクインした[28]。
- 2018年12月12日、シングル「READY TO GO」を配信リリース。
  - CygamesコーポレートCMソングに使用された[29]。
- 2019年7月31日、シングル「BEEP BEEP」、「BEEP BEEP Japanese ver.(Prod. B.E.P)」を日本人ソロアーティストとして史上初となる日韓同時配信リリース[16][2]。
- 2019年12月24日、シングル「Phantom」をYouTube、SoundCloudにて、配信リリース。

## ディスコグラフィー

### EP
|     | タイトル                            | 発売日        | 収録曲 | レーベル       | フォーマット |
| --- | ----------------------------------- | ------------- | --- | -------------- | ------------ |
| 1st | spice 13 acoustic EP (大山琉杏名義) | 2017年6月14日 | - The beautiful girl is about u - I'm just walking without you - I DON'T UNDERSTAND - Perfect life            | SHIMOKI RUANTA | デジタル配信 |
| 2nd | SCRAMBLE 14                         | 2018年3月6日  | - GET THE GLORY - I AM STANDING - The beautiful girl is about u -TeddyLoid ver.- - Jenny - 2月14日午後3時45分 | SHIMOKI RUANTA | CD           |

### シングル
|     | タイトル                              | 発売日         | レーベル                    | フォーマット    | JPN Hot 100 Digi | アルバム        |
| --- | ------------------------------------- | -------------- | --------------------------- | --------------- | ---------------- | --------------- |
| 1st | TETOTE (RUAN名義)                     | 2015年10月7日  | SENHA&Co.                   | CD デジタル配信 | －               | －              |
| 2nd | GET THE GLORY                         | 2018年1月10日  | SHIMOKI RUANTA              | デジタル配信    | －               | 『SCRAMBLE 14』 |
| 3rd | I AM STANDING                         | 2018年1月17日  | SHIMOKI RUANTA              | デジタル配信    | －               | 『SCRAMBLE 14』 |
| 4th | LOVE & HOPE                           | 2018年9月10日  | TOY'S FACTORY               | デジタル配信    | －               | －              |
| 5th | There's No Ending                     | 2018年11月9日  | TOY'S FACTORY               | デジタル配信    | 37               | －              |
| 6th | READY TO GO                           | 2018年12月12日 | TOY'S FACTORY               | デジタル配信    | －               | －              |
| 7th | BEEP BEEP                             | 2019年7月31日  | 韓国 Bside, Kakao M Corp.   | デジタル配信    | －               | －              |
| 7th | BEEP BEEP Japanese ver. (Prod. B.E.P) | 2019年7月31日  | 日本 Sony Music Labels Inc. | デジタル配信    | －               | －              |
| 8th | Phantom                               | 2019年12月24日 | RUANN                       | デジタル配信    | －               | －              |

### その他のシングル
| タイトル        | 発売日        | レーベル       | フォーマット |
| --------------- | ------------- | -------------- | ------------ |
| Problem (Cover) | 2017年8月28日 | SHIMOKI RUANTA | デジタル配信 |

## 出演

### イベント出演
- 2017年6月18日 - 「さよならマーケット ありがとうマーケット」（下北沢）
- 2017年7月9日 - 「下北沢音楽祭2017」（下北沢）
- 2017年8月4日 - 「ROCK KIDS 802- OCHIKEN Goes ON!! -SPECIAL LIVE」（大阪）
- 2017年8月5日 - 「WEST GIGANTIC CITYLAND'17」SUPERNOVA STAGE [31]（大阪）
- 2017年8月20日 - 「WILD BUNCH FEST. 2017」（山口県）
- 2017年10月9日 - 「MINAMI WHEEL 2017」[32]（大阪）
- 2017年12月2日 - 「Yasutaka Nakata presents　OTONOKO［オトノコ］2017」（石川県）
- 2018年7月8日 - 「下北沢音楽祭2018」（下北沢）
- 2018年11月20日 - 「 SPICE×SPACE SHOWER TV presents 『エスカミ Vol.2』」（新宿）

### ファッションショー
- 東京ガールズコレクション - オープニングアクト
  - 第26回 東京ガールズコレクション 2018 SPRING/SUMMER（2018年3月31日、横浜アリーナ）[33]
  - TGC TOYAMA 2018 by TOKYO GIRLS COLLECTION（2018年7月21日、富山市総合体育館）[34]
  - 第27回 東京ガールズコレクション 2018 AUTUMN/WINTER（2018年9月1日、さいたまスーパーアリーナ）[35]
  - TGC KITAKYUSHU 2018 by TOKYO GIRLS COLLECTION（2018年10月6日、福岡・西日本総合展示場）[36]
  - TGC しずおか 2019 by TOKYO GIRLS COLLECTION（2019年1月12日、ツインメッセ静岡）[37]